# Norges vicekung

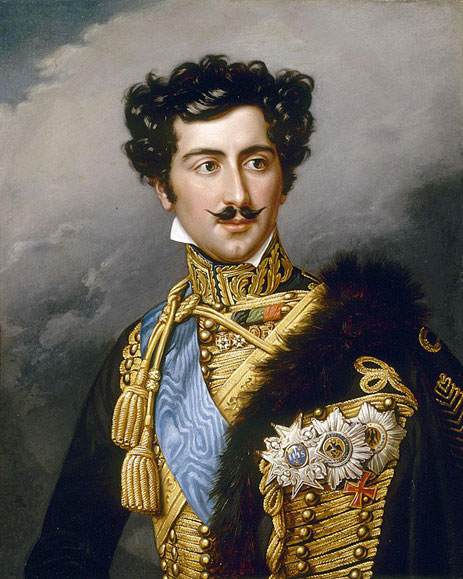
Kronprins Oscar, Norges vicekung och ordförande i norska statsrådet, i två perioder under 1824 och 1833.

Norges vicekung, norska Norges visekonge, var enligt Norges grundlag av den 4 november 1814 och fram till den 30 juni 1891 titeln på ett ämbete som kunde tilldelas kronprinsen och dennes äldste son inom den svensk-norska unionen. Som vicekung var kronprinsen kungens personliga representant som ordförande för det norska statsrådet i Kristiania. När vicekungsämbetet inte var tillsatt leddes regeringsarbetet i Kristiania av riksståthållaren, vilken biträddes av ett norskt førstestatsråd.

## Ordförande i det norska statsrådet
Att Norge även skulle vara ett vicekungadöme inom den svensk-norska unionen föreslogs från norsk sida i juli 1814. Namnet togs upp i de svenska förslagen till norsk grundlag, men i en annan mening. Vicekongen blev nämligen inte någon permanent institution, utan tillsattes efter kungens behag och vicekungen lade alltid ned sitt uppdrag, då kungen själv kom till Norge. 
Hans makt inskränktes till ordförande i det norska statsrådet, med två röster vid lika röstetal. Självständig rätt ägde han endast till att vid speciella tillfällen utse extra statsrådsledamöter. Ämbetet var således likt riksståthållarens, men till vicekung kunde endast kronprinsen och dennes äldste son utses. Som kunglig prins förde han hovstat och kunde inte kallas inför stortinget och inte heller ställas inför riksrätt. Dessutom var det föreskrivet, att han måste bo i Norge och inte fick lämna landet längre än 3 månader. 
Den sista bestämmelsen gjorde att platsen endast var besatt sex gånger, två korta perioder 1814 och 1816, fyra månader 1824 och ett par månader 1833, över ett år från maj 1856 till juni 1857 och slutligen en vecka i mars 1884. 
Med tiden började den norska uppfattningen av ämbetet förändras. I början, och fortfarande av 1844 års kommitté, ansågs det vara till fördel för Norge. Senare ansågs det vara ett provinsmärke på Norge. När det även visade sig sakna praktisk betydelse och dessutom befarades vara avsett att blanda in en kommande kung i partistriden, togs det helt bort i 1867 års kommittéförslag och avskaffades den 30 juni,  1891 genom beslut i Norges statsråd.

## Lista över ämbetsinnehavare
- Kronprins Karl Johan (9-17 november 1814)
- Kronprins Karl Johan (10 juni-16 juli 1816)
- Kronprins Oscar (11 april-1 november 1824)
- Kronprins Oscar (17 juni-3 december 1833)
- Kronprins Karl (17 juni 1856-22 juni 1857)
- Kronprins Gustaf (19-26 mars 1884)